# Vibrissina dolopis
Vibrissina dolopis là một loài ruồi trong họ Tachinidae.